# Ginevra (cantante)
Ginevra, pseudonimo di Ginevra Lubrano (Torino, 22 giugno 1993), è una cantautrice italiana.

## Biografia
Cresciuta tra Collegno, Grugliasco e Torino, dopo essersi trasferita a Milano nel 2012 si è diplomata in canto presso il CPM Music Institute per poi laurearsi in economia presso l'Università statale di Milano.
Ha compiuto il suo esordio discografico nel novembre 2018 con la pubblicazione del suo primo singolo Forest, che ha anticipato l'uscita del suo primo EP Ruins, pubblicato nel marzo 2019 e prodotto dal compositore e produttore milanese Francesco Fugazza, a cui è stato aggiunto il brano Lips. Nel mese di maggio ha partecipato alla decima edizione del concorso Musica da bere, dove ha ricevuto la menzione speciale KeepOn Live che l'ha portata a settembre a suonare per la prima volta a Roma nell'ambito della manifestazione 'Na cosetta estiva. Nello stesso mese è uscito il suo nuovo singolo Burning.
Il 26 giugno 2020 è uscito il suo secondo EP Metropoli, dove la cantautrice torinese ha cantato in italiano. Nell'EP è presente il brano omonimo, insieme ai brani Mostri e Sconosciuti. A settembre all'Arena di Verona ha partecipato in duetto con Ghemon insieme ad altri artisti al concerto evento Heroes trasmesso in streaming. Nell'ottobre dello stesso anno è stata selezionata tra i venti semifinalisti della quattordicesima edizione del concorso canoro Sanremo Giovani con il brano Vortice, non riuscendo a classificarsi tra i finalisti e avere la possibilità di partecipare al 71º Festival di Sanremo nella sezione "Nuove Proposte" nel marzo 2021.
Insieme a Mecna ha composto il brano Soli, pubblicato come singolo l'11 febbraio 2021, che ha visto la partecipazione vocale della stessa Ginevra e di Ghemon e ha come tema centrale il rapporto con la solitudine. Ha scritto il brano Glicine con cui Noemi ha partecipato al Festival di Sanremo 2021 ed è stata autrice anche di alcuni brani dell'album Metamorfosi della cantautrice romana. Nello stesso anno ha partecipato al concerto del Primo Maggio a Roma. L'estate 2021 l'ha vista calcare i palchi del MI AMI Festival, del Linecheck Festival e del Liverpool Sound City.
Il 4 febbraio 2022 ha partecipato al 72º Festival di Sanremo nella quarta serata dedicata alle cover, duettando con il gruppo musicale in gara La Rappresentante di Lista, insieme a Cosmo e Margherita Vicario, cantando una cover di Be My Baby delle Ronettes. Il 14 ottobre dello stesso anno ha pubblicato il suo primo album in studio Diamanti, in cui sono stati racchiusi i brani Club, Briciole, Anarchici e Torino.
Il 15 novembre 2024 è uscito il suo nuovo singolo My Baby!, seguito il 13 dicembre dal singolo Cupido e il 17 gennaio 2025 dal singolo 30 anni. I tre brani inediti hanno anticipato l'uscita del suo secondo album in studio Femina, pubblicato il 24 gennaio. Il 18 aprile è uscito il singolo Spacco tutto in collaborazione con Meg, inserito nella riedizione digitale dell'album.

## Discografia

### Album in studio
- 2022 – Diamanti
- 2025 – Femina

### EP
- 2019 – Ruins
- 2020 – Metropoli

### Singoli
Come artista principale
- 2018 – Forest
- 2019 – Lips
- 2019 – Burning
- 2020 – Metropoli
- 2020 – Mostri
- 2020 – Sconosciuti
- 2020 – Vortice
- 2021 – Club
- 2022 – Briciole
- 2022 – Anarchici
- 2022 – Torino
- 2024 – My Baby!
- 2024 – Cupido
- 2025 – 30 anni
- 2025 – Spacco tutto (feat. Meg)

Come artista ospite
- 2021 – Soli (Mecna feat. Ghemon e Ginevra)

## Autrice per altri artisti
- 2021 – Glicine di Noemi (dall'album Metamorfosi)
- 2021 – Metamorfosi di Noemi (dall'album omonimo)
- 2021 – Ora di Noemi (dall'album Metamorfosi)
- 2021 – Musa di Noemi (dall'album Metamorfosi)
- 2023 – Americana di Sangiovanni
- 2025 – Centomila notti di Noemi (dall'album Nostalgia)

## Partecipazioni a manifestazioni canore
- Sanremo Giovani (Rai 1)
  - 2020 – Non finalista con Vortice

## Riconoscimenti
- Musica da Bere
  - 2019 – Menzione speciale KeepOn Live[9]